# ایجا نائومی کینگ
اِیجا نائومی کینگ (انگلیسی: Aja Naomi King؛ ‏‎/ˈeɪdʒə/‎؛ زادهٔ ۱۱ ژانویهٔ ۱۹۸۵) بازیگر اهل ایالات متحده آمریکا است.
از فیلم‌ها یا برنامه‌های تلویزیونی که وی در آن نقش داشته است، می‌توان به مظنون، تولد یک ملت، بازنویسی، ۲۴ ام و چگونه از مجازات قتل فرار کنیم اشاره کرد.